# Armand Ballart Codó
Armand Ballart Codó (Barcelona, 9 de setembre de 1958) és un escalador i il·lustrador català. Ha obert més de 415 vies d'escalada, més de la meitat sobre les parets de conglomerat de Montserrat, el Solsonès, els ports de Beseit i Mallos de Riglos, a Osca, i la resta als Pirineus, el Montsec i altres muntanyes de l'Estat. Del 1981 al 1996 col·laborà com a articulista i dibuixant en la revista de muntanya Extrem i habitualment ho fa en revistes especialitzades com ara Muntanya, del Centre Excursionista de Catalunya, Vèrtex, de la Federació d'Entitats Excursionistes de Catalunya i Desnivel. És conegut per les seves ressenyes d'escalada, les quals il·lustren nombrosos llibres i guies d'escalada. És coautor de Collegats. Guia d'escalada (2010), una guia d'escalada de les parets del congost de Collegats, situat entre el Pallars Sobirà i el Pallars Jussà, i autor del llibre Teràpia vertical (2019), on relata les seves vivències com a escalador. És membre del Grup d'Alta Muntanya Espanyol (GAME).